# José Juncosa
José Juncosa Bellmunt (ur. 2 lutego 1922 w Les Borges Blanques, zm. 31 października 2003 w Reus) – hiszpański piłkarz występujący podczas kariery na pozycji napastnika.

## Kariera klubowa
José Juncosa piłkarską karierę rozpoczął w klubie CF Reus w 1941. W 1942 trafił do pierwszoligowego Españolu Barcelona. W Primera División zadebiutował 27 września 1942 w wygranym 1-0 meczu z Celtą Vigo. W 1944 został zawodnikiem Atlético Aviación Madryt, w którym występował do końca kariery w 1955. Ostatni raz w lidze wystąpił 19 września 1954 w zremisowanym 2-2 meczu z Málagą. Ogółem w lidze hiszpańskiej rozegrał 232 meczów, w których zdobył 114 bramek. Z Atlético zdobył w mistrzostwo Hiszpanii w 1950 i 1951.
| Sezon   | Klub                     | Kraj      | Rozgrywki        | Mecze | Bramki |
| ------- | ------------------------ | --------- | ---------------- | ----- | ------ |
| 1942/43 | Español Barcelona        | Hiszpania | Primera División | 26    | 22     |
| 1943/44 | Español Barcelona        | Hiszpania | Primera División | 18    | 12     |
| 1944/45 | Atlético Aviación Madryt | Hiszpania | Primera División | 12    | 8      |
| 1945/46 | Atlético Aviación Madryt | Hiszpania | Primera División | 25    | 10     |
| 1946/47 | Atlético Aviación Madryt | Hiszpania | Primera División | 25    | 8      |
| 1947/48 | Atlético Madryt          | Hiszpania | Primera División | 21    | 14     |
| 1948/49 | Atlético Madryt          | Hiszpania | Primera División | 22    | 4      |
| 1949/50 | Atlético Madryt          | Hiszpania | Primera División | 23    | 5      |
| 1950/51 | Atlético Madryt          | Hiszpania | Primera División | 19    | 12     |
| 1951/52 | Atlético Madryt          | Hiszpania | Primera División | 27    | 16     |
| 1952/53 | Atlético Madryt          | Hiszpania | Primera División | 10    | 3      |
| 1953/54 | Atlético Madryt          | Hiszpania | Primera División | 3     | 0      |
| 1954/55 | Atlético Madryt          | Hiszpania | Primera División | 1     | 0      |

## Kariera reprezentacyjna
W reprezentacji Hiszpanii Juncosa zadebiutował 30 maja 1948 w wygranym 2-1 towarzyskim meczu z Irlandią. W 1950 został powołany do kadry na mistrzostwa świata. Na mundialu w Brazylii wystąpił tylko w meczu ze Szwecją, który był jego drugim i zarazem ostatnim meczem w reprezentacji.
| Mecze i gole w reprezentacji | Mecze i gole w reprezentacji | Mecze i gole w reprezentacji | Mecze i gole w reprezentacji | Mecze i gole w reprezentacji | Mecze i gole w reprezentacji | Mecze i gole w reprezentacji |
| #                            | Data                         | Miasto                       | Przeciwnik                   | Gol                          | Wynik                        | Rozgrywki                    |
| ---------------------------- | ---------------------------- | ---------------------------- | ---------------------------- | ---------------------------- | ---------------------------- | ---------------------------- |
| 1.                           | 30.05.1948                   | Barcelona                    | Irlandia                     |                              | 2:1                          | towarzyski                   |
| 2.                           | 16.07.1950                   | São Paulo                    | Szwecja                      |                              | 3:1                          | Mundial 1950                 |